# 島根県道・山口県道14号益田阿武線
島根県道・山口県道14号益田阿武線（しまねけんどう・やまぐちけんどう14ごう ますだあぶせん）は、島根県益田市と山口県阿武郡阿武町を結ぶ県道（主要地方道）である。

## 概要

### 路線データ
- 起点：島根県益田市須子町（須子町交差点、国道9号〔国道187号〕交点）
- 終点：山口県阿武郡阿武町奈古（国道191号交点）

## 歴史
- 1993年（平成5年）5月11日 - 建設省から、県道益田阿武線が益田阿武線として主要地方道に指定される[1]。

## 路線状況

### 重複区間
- 島根県道313号美濃地石見横田停車場線（益田市川登町）
- 島根県道170号益田津和野線（益田市黒周町 - 益田市桂平町）
- 島根県道・山口県道17号津和野田万川線（益田市桂平町 - 萩市下小川）
- 島根県道・山口県道124号津和野須佐線（萩市弥富下）
- 国道315号（萩市弥富上 - 阿武郡阿武町福田下）
- 山口県道10号山口福栄須佐線（萩市弥富上 - 阿武郡阿武町福田下）

## 地理
島根県益田市須子町の国道9号より分かれる。益田市内陸部から萩市の田万川・須佐の両地区を経由する。萩市須佐地区では国道315号と重複し、そのまま阿武町福田で山口県道10号山口福栄須佐線に重複したまま分岐する。
阿武町福田から中心部の阿武町の中心部である奈古地区へ向かって単独となって分かれ、両地区の間にある山地を抜け国道191号へ繋がる。
益田市内と萩市須佐・田万川の両地区を結ぶ生活道路でもある。

### 通過する自治体
- 島根県
  - 益田市
- 山口県
  - 萩市
  - 阿武郡阿武町

### 交差する道路
| 交差する道路                                                                                        | 都道府県名 | 市町村名 | 市町村名 | 交差する場所 | 交差する場所        |
| --------------------------------------------------------------------------------------------------- | ---------- | -------- | -------- | ------------ | ------------------- |
| 国道9号 国道187号 重複                                                                              | 島根県     | 益田市   | 益田市   | 須子町       | 須子町交差点 / 起点 |
| 島根県道256号蟠竜湖高津線                                                                           | 島根県     | 益田市   | 益田市   | 高津1丁目    |                     |
| 島根県道331号石見空港飯田線                                                                         | 島根県     | 益田市   | 益田市   | 飯田町       |                     |
| 島根県道311号白上横田線                                                                             | 島根県     | 益田市   | 益田市   | 白上町       |                     |
| 島根県道313号美濃地石見横田停車場線 重複区間起点 西石見広域農道 / 西石見グリーンライン 重複区間起点 | 島根県     | 益田市   | 益田市   | 川登町       |                     |
| 島根県道313号美濃地石見横田停車場線 重複区間終点                                                    | 島根県     | 益田市   | 益田市   | 川登町       |                     |
| 西石見広域農道 / 西石見グリーンライン 重複区間終点                                                  | 島根県     | 益田市   | 益田市   | 川登町       |                     |
| 島根県道170号益田津和野線 重複区間起点                                                              | 島根県     | 益田市   | 益田市   | 黒周町       |                     |
| 島根県道170号益田津和野線 重複区間終点                                                              | 島根県     | 益田市   | 益田市   | 桂平町       |                     |
| 島根県道・山口県道17号津和野田万川線 重複区間起点                                                   | 島根県     | 益田市   | 益田市   | 桂平町       |                     |
| 島根県道・山口県道17号津和野田万川線 重複区間終点                                                   | 山口県     | 萩市     | 萩市     | 下小川       |                     |
| 山口県道306号弥富小川線                                                                             | 山口県     | 萩市     | 萩市     | 中小川       |                     |
| 山口県道337号田万川須佐線                                                                           | 山口県     | 萩市     | 萩市     | 上小川東分   |                     |
| 島根県道・山口県道124号津和野須佐線 重複区間起点                                                    | 山口県     | 萩市     | 萩市     | 弥富下       |                     |
| 島根県道・山口県道124号津和野須佐線 重複区間終点                                                    | 山口県     | 萩市     | 萩市     | 弥富下       |                     |
| 国道315号 重複区間起点 山口県道10号山口福栄須佐線 重複区間起点                                      | 山口県     | 萩市     | 萩市     | 弥富上       |                     |
| 国道315号 重複区間終点                                                                              | 山口県     | 阿武郡   | 阿武町   | 福田下       |                     |
| 山口県道303号福田下惣郷線                                                                           | 山口県     | 阿武郡   | 阿武町   | 福田下       |                     |
| 山口県道10号山口福栄須佐線 重複区間終点                                                             | 山口県     | 阿武郡   | 阿武町   | 福田下       |                     |
| 山口県道302号福田下宇田線                                                                           | 山口県     | 阿武郡   | 阿武町   | 福田下       |                     |
| 山口県道316号高佐下阿武線                                                                           | 山口県     | 阿武郡   | 阿武町   | 奈古         |                     |
| 国道191号                                                                                           | 山口県     | 阿武郡   | 阿武町   | 奈古         | 終点                |